# Jardinella thaanumi
Jardinella thaanumi е вид коремоного от семейство Hydrobiidae.

## Разпространение
Видът е разпространен в Австралия (Куинсланд).